# Brigitte Martin (Schriftstellerin)
Brigitte Martin (* 8. Juni 1939 in Königs Wusterhausen) ist eine deutsche Schriftstellerin.

## Leben
Brigitte Martin wurde 1977 durch ihren Erzählband Der rote Ballon in der DDR bekannt. Für den Hörfunk war sie als Featureautorin tätig, wobei ihr Schwerpunktthema, alleinerziehende Mütter, autobiografisch geprägt war, was den Reiz ihrer Sendungen ausmachte.
Wegen ihrer Beziehung zu Robert Havemann, aus der zwei Kinder hervorgingen, wurde die Schriftstellerin vom Ministerium für Staatssicherheit überwacht und gezielt schikaniert.

## Schriften
- Der rote Ballon. Geschichten um Brigge Bem. Ost-Berlin: Der Morgen, 1977. DNB 770440967; Červený balón: Historky ze života Brigge Bemové, Prag 1982. DNB 369020251
- Nach Freude anstehen. Ost-Berlin: Der Morgen, 1981. DNB 820225290
- Blütenblätter im Kaffee. Sagen, Geschichte und Legenden von Prenzlau bis Joachimsthal. Selbstverlag, 2013. ISBN 978-3-00-028175-4

## Features
- Ermutigung. Feature-Trilogie. Regie: Hannelore Solter. Prod.: Rundfunk der DDR, 1978–1980.[2]